# Tampereen Kisatoverit
Tampereen Kisatoverit, oftmals insbesondere in Finnland als TKT abgekürzt, ist ein finnischer Sportverein aus Tampere. Er ist insbesondere für seine Fußballmannschaft bekannt, die zeitweise im höherklassigen Fußball des Landes reüssierte und eine Spielzeit in der höchsten Spielklasse antrat.

## Geschichte
Tampereen Kisatoverit gründete sich am 21. März 1920 gegründet, als sich der Gymnastik- und Sportverein der Maschinenwerkstatt der Zellstofffabrik Tampere und der Riento Gymnastik- und Sportverein der Zellstofffabrik Tampere zusammenschlossen, um sportliche Aktivitäten für die Arbeiter und ihre Familienangehörigen zu ermöglichen und zu organisieren. Entsprechend schloss sich der Klub auch dem Finnischen Arbeitersportverband an.
Zunächst traten die Fußballer nur im unterklassigen regionalen Fußball in Erscheinung, ehe die Mannschaft 1948 erstmals in die Suomensarja aufstieg. Nach zwei Jahren Ligazugehörigkeit stieg sie wieder ab, schaffte aber den direkten Wiederaufstieg und platzierte sich in den folgenden Spielzeiten vornehmlich im vorderen Tabellendrittel ihrer Staffel. Als Zweitligist erreichte die Mannschaft im Pokalwettbewerb 1956 das Endspiel, das trotz zwischenzeitlicher Führung 1:2 gegen Helsingin Pallo-Pojat verloren wurde. Am Ende der Spielzeit 1959 gewann sie mit fünf Punkten Vorsprung auf den Lokalrivalen Tampereen Pallo-Veikot die West-Staffel. In der Mestaruussarja 1960 war die Mannschaft jedoch nahezu chancenlos und belegte mit acht Punkten Rückstand auf den von HJK Helsinki belegten ersten Nichtabstiegsplatz gemeinsam mit RU-38 Pori und Mitaufsteiger IF Drott einen Abstiegsplatz.
Nach dem Abstieg platzierte sich Tampereen Kisatoverit zunächst auch weitgehend in Nähe der Aufstiegsplätze in der Suomensarja, ehe der Klub am Ende der Spielzeit 1966 auch hier einen Abstiegsplatz belegte. Nach dem direkten Wiederaufstieg verpasste die Mannschaft in der Spielzeit 1968 erneut den Klassenerhalt. Anschließend rutschte der Klub bis in die Fünftklassigkeit ab, wo er Anfang der 1980er Jahre spielte. Nach mehreren Spielzeiten in die vierten Liga spielte er ab 1995 wieder in der drittklassigen Kakkonen, unterbrochen von drei Spielzeiten zwischen 2001 und 2003 in der Kolmonen. Nach dem erneuten Abstieg in die Kolmonen Ende 2006 wurde der Klub direkt in die fünftklassige Nelonen durchgereicht, nach dem direkten Wiederaufstieg etablierte er sich in der viertklassigen Kolmonen.